# Xinbaolage
Xinbaolage (kinesiska: 新宝拉格, 新宝拉格苏木) är en socken i Kina. Den ligger i den autonoma regionen Inre Mongoliet, i den norra delen av landet, omkring 240 kilometer nordost om regionhuvudstaden Hohhot.
Genomsnittlig årsnederbörd är 454 millimeter. Den regnigaste månaden är juni, med i genomsnitt 128 mm nederbörd, och den torraste är januari, med 2 mm nederbörd.